# Демби (Куявсько-Поморське воєводство)
Демби (пол. Dęby) — село в Польщі, у гміні Добре Радзейовського повіту Куявсько-Поморського воєводства.
Населення — 569 осіб (2011).
У 1975—1998 роках село належало до Влоцлавського воєводства.

## Демографія
Демографічна структура станом на 31 березня 2011 року:
|          | Загалом | Допрацездатний вік | Працездатний вік | Постпрацездатний вік |
| -------- | ------- | ------------------ | ---------------- | -------------------- |
| Чоловіки | 278     | 53                 | 201              | 24                   |
| Жінки    | 291     | 56                 | 174              | 61                   |
| Разом    | 569     | 109                | 375              | 85                   |